# واي تي في (قناة تلفزيونية كندية)
واي تي في' هي خدمة بث باللغة الإنجليزية في كندا مملوكة لشركة كورس انترتينمينت ‏. تتكون برامجها من المسلسلات التليفزيونية المباشرة والمسلية والأفلام والبرامج الخارجية من قناتين كبلين في الولايات المتحدة نيكولودين وكارتون نتورك، بالإضافة إلى موزعين آخرين. تقوم يو تي في بالعمل في فترتين زمنيتين، في كل من الجداول الزمنية لمنطقة شرق وشرق المحيط الهادئ. وهي متوفرة في أكثر من 11 مليون أسرة كندية اعتبارًا من عام 2013.
كان يعتقد في الأصل أن لقب «واي تي في» هو اختصار لـ «تلفزيون الشباب» بالإنجليزية؛ ومع ذلك، فإن موقع القناة قد نفى ذلك،  على الرغم من حقيقة أن الشبكة وصفت نفسها في الأصل بأنها شبكة للشباب عندما تم اطلاقها.

## التاريخ
تم ترخيص القناة من قبل هيئة الإذاعة والتلفزيون والاتصالات الكندية (CRTC) في عام 1987. تم إطلاق قناة YTV في 1 سبتمبر 1988، الساعة 7 مساءً بتوقيت شرق الولايات المتحدة مع عرض خاص لجون كاندي، وكان واي تي في خليفة لخدمات البرمجة الخاصة السابقة التي تديرها العديد من شركات الكابلات في أونتاريو ابتداء من أواخر فترة السبعينات من القرن الماضي. أكبر مساهمين في يو تي في هما شركتان للكابلات هما روجريس للكابلات وسي يو سي بودكاستينج، اللتان اشترتهما لاحقًا شو كوميونكاشانس. بحلول عام 1995، من خلال عمليات الاستحواذ والتجار المختلفة، أمنت شو السيطرة الكاملة على واي تي YTV ؛ في عام 1999 تمكنت شركة كورس انترنتيمنت من الاستحواذ علي القماة. لا تزال القناة مملوكة لشركة YTV Canada (تُستخدم لشبكة YTV وشبكتها تري هاوس تي في)، المملوكة بالكامل الآن لشركة كورس انترتينمنت التابعة لقسم كورس كيدز.

## التوزيع الدولي
- جامايكا - موزعة على أنظمة كبل التدفق.[5]
- جزر البهاما - موزعة على أنظمة جزر البهاما.[6]

## روابط خارجية
- الموقع الرسمي
- الموقع الرسمي عام 1997 على موقع واي باك مشين (نسخة محفوظة ابريل 12, 1997)
- متحف البث الإعلامي: واي تي في